# Тафрина деформирующая
Тафри́на деформи́рующая (лат. Taphrina deformans) — вид сумчатых грибов из порядка тафриновых (Taphrinales). Паразит персика и некоторых других деревьев из рода слив (Prunus), вызывающий курчавость листьев.

## Описание
Мицелий межклеточный, однолетний либо зимующий в почках и коре молодых побегов.
Сумчатый слой («гимений») восковидный, беловатый, развивается на нижней стороне листьев между эпидермисом и кутикулой.
Аски на поверхности эпидермиса растения, обычно восьмиспоровые, реже четырёхспоровые, цилиндрические или булавовидные, с закруглённой или усечённой вершиной, размерами 19—26×6—12 или 30—40×9—13 мкм. Базальные клетки (см. в статье Тафрина) 6—11×6—9 мкм, короткие, с сужающимся основанием, располагаются между клетками эпидермиса растения.
Аскоспоры бесцветные, размерами 3—7 или 5—7×4—5 мкм, почкуются в асках.
Спороношение в умеренном климате Северного полушария наблюдается в июне — июле.

## Распространение и хозяева
Типовой хозяин — персик (Prunus persica), заражает также миндаль (Prunus dulcis), абрикос (Prunus armeniaca). Космополит, в Европе известен на Британских островах, в Скандинавии и Восточной Европе; в Азии широко распространён в южных регионах — от Закавказья до Японии; в Африке встречается в южной части.

## Жизненный цикл
Цикл развития тафрины деформирующей хорошо изучен, на примере этого вида обычно дают описание развития грибов рода Тафрина.
Гаплоидные аскоспоры весной заражают молодые листья. Споры прорастают гифами, проникающими между клетками эпидермиса и кутикулы листа. Гифы вначале состоят из двухъядерных клеток, в которых осуществляется кариогамия и образуется диплоидный мицелий. Перед спороношением в верхних частях клеток образуются выросты, в которые перемещаются ядра. Выросты постепенно прорывают кутикулу растения и развиваются в аски, под асками формируются базальные клетки, лишённые протопласта. Базальные клетки осуществляют связь асков с мицелием. Ядра в асках делятся мейозом, а затем обычно претерпевают ещё одно митотическое деление. В результате делений образуется 4 или чаще 8 гаплоидных ядер, которые затем формируют аскоспоры.
Сведения о процессе заражения противоречивы. Инфекция каждый сезон проникает заново через нижний эпидермис листьев, есть данные и о том, что мицелий способен зимовать в заражённых тканях. Предполагают, что характер инфекции зависит от местного климата. Клеточные стенки растения обычно не повреждаются, но имеются данные и о секреции грибом ферментов, разрушающих полисахариды и способных повредить клеточные стенки хозяина.

## Близкие виды
- Тафрина миндаля (Taphrina amygdali) паразитирует главным образом на миндале (Prunus dulcis), отличается несколько бо́льшими размерами базальных клеток, формой асков, аскоспоры этого вида шаровидные и более мелкие, не почкуются в асках. Некоторые исследователи считают тафрину миндаля и деформирующую идентичными и не признают первую самостоятельным видом.

## Курчавость листьев персика
Листья поражённого растения становятся искривлёнными, «курчавыми», на них появляются вздутия, окраска становится желтоватой или красноватой. Затем листья буреют и массово опадают. Лепестки сморщиваются и становятся пёстрыми, увеличиваются. Цветки часто отмирают и опадают. Побеги приобретают светло-зелёную или желтоватую окраску, утолщаются и деформируются. Листья на них располагаются тесно, поражённый побег напоминает розетку.
Холодная и влажная погода в начале весны является фактором, способствующим развитию болезни. В таких условиях молодые листья задерживают развитие, а период активности гриба, напротив, удлиняется, что даёт возможность спорам осуществить инфекцию.